# Blue&Me
Blue&Me – system głosowej kontroli niektórych funkcji w samochodach koncernu Fiat. Powstał we współpracy z Microsoft, na bazie platformy Windows Mobile i umożliwia, dzięki systemowi rozpoznawania mowy także po polsku, na kontrolę systemów audio samochodu – np. odgrywania muzyki w formacie MP3 z Pen Drive podłączonym do portu USB w schowku pasażera, czy zmiany źródła dźwięku – radio, CD. Umożliwia także, po skojarzeniu z telefonem poprzez Bluetooth, na wybieranie głosowe liczb (numeru telefonu), pozycji z książki telefonicznej – po skopiowaniu jej do pamięci urządzenia, czy odczytywania treści nadchodzących wiadomości SMS. System charakteryzuje się dobrą skutecznością rozpoznawania mowy – nie ma konieczności ani możliwości trenowania głosu, a to dzięki filtrom szumu oraz mikrofonowi kierunkowemu. Porozumiewa się z użytkownikiem za pomocą głosu (kobiecego w wersji polskiej) i wyświetlaczy w konsoli oraz na odtwarzaczu CD. Montowany jako opcja m.in. w modelach Fiata: Grande Punto, Croma, Nuova Bravo, Linea, 500 i Evo. Alfa Romeo: Brera, MiTo, Spider, 159 oraz Lancii: Ypsilon, Musa, Delta.
Dostępny także w rozszerzonej wersji pod nazwą Blue&Me Nav, oferującej dodatkowo nawigację piktograficzną i głosową. Blue&Me Nav korzysta z map firmy Navteq.